# Batalha de Las Mercedes
A Batalha de Las Mercedes (29 de julho a 8 de agosto de 1958) foi a última batalha ocorrida durante a Operação Verano, a ofensiva de verão de 1958 lançada pela ditadura militar de Fulgencio Batista durante a Revolução Cubana contra os rebeldes cubanos nacionalistas independentistas do Movimento 26 de Julho.
A batalha foi uma armadilha, planejada pelo general cubano Eulogio Cantillo para atrair os guerrilheiros de Fidel Castro para um lugar onde pudessem ser cercados e destruídos. A batalha terminou com um cessar-fogo proposto por Castro e aceito por Cantillo. Durante o cessar-fogo, as forças fidelistas escaparam de volta para as montanhas. A batalha, embora tecnicamente uma vitória para o exército cubano, deixou o exército desanimado e desmoralizado. Fidel viu o resultado como uma vitória e logo lançou sua própria ofensiva.

## Antecedentes
No início do mês, um assalto anfíbio do mar do Batalhão 18 do exército cubano foi esmagado pelas forças de Fidel Castro na Batalha de La Plata. O Batalhão 18 foi cercado e atacado pelas forças rebeldes. O general Cantillo ordenou que o Batalhão 17 cruzasse a Sierra Maestra para ajudar o Batalhão 18. Entretanto, as tropas de Fidel Castro conseguiram bloquear a estrada e impedir qualquer socorro aos soldados cercados. Após 10 dias de combates, o Batalhão 18 se rendeu. Isso deixou o Batalhão 17 em posição exposta, o que foi usado por Eulogio Cantillo para atrir o Exército Rebelde.

## A batalha

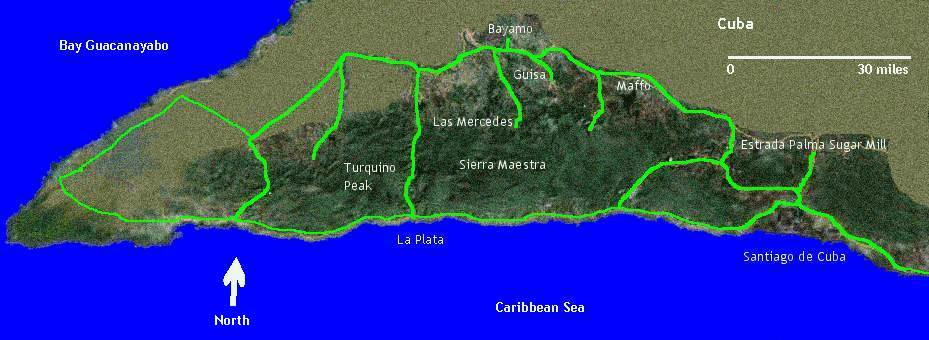
Mapa mostrando os principais locais da Revolução Cubana, 1958.

O General Cantillo usou um batalhão - o Batalhão nº 17 - como isca, fingindo uma retirada. Fidel ordenou a mobilização completa de suas colunas da Sierra Maestra e atacou o batalhão na vanguarda e retaguarda, com metade dos guerrilheiros posicionados na rota de retirada. As unidades do exército cubano moveram-se contra os rebeldes, cujo comandante tentou desengajar-se da emboscada e pediu reforços a Fidel. O General Cantillo aproveitou a oportunidade única de enfrentar os guerrilheiros nas planícies, ordenando que três batalhões do posto da Estrada Palma se posicionassem contra os rebeldes e aumentou ainda mais suas forças, engajando mais 1.500 soldados das guarnições de Bayamo e Manzanillo.
O Batalhão 17 iniciou sua retirada em 29 de julho de 1958. Fidel enviou uma coluna de homens sob o comando de René Ramos Latour para emboscar os soldados em retirada. Eles atacaram a guarda avançada e mataram cerca de 30 soldados, mas depois foram atacados por forças do exército não detectadas anteriormente. Latour pediu ajuda e Castro chegou ao local da batalha com sua própria coluna de homens. A coluna de Castro também foi atacada por outro grupo de soldados cubanos que haviam avançado secretamente pela estrada a partir da Usina de Açúcar Estrada Palma.
Preso na armadilha de Cantillo, Fidel pediu ajuda a Che Guevara, que executou uma emboscada brilhante em Cubanacao, emboscando uma coluna de reforço e capturando 50 soldados. Isto permitiu que Fidel recuasse para posições mais defensáveis, mas ele permanecia encurralado. A essa altura, os guerrilheiros já haviam perdido cerca de 70 rebeldes mortos. O General Cantillo não aproveitou sua vantagem, pois ainda acreditava que as forças rebeldes eram muito maiores do que realmente eram. Além disso, seu grande respeito pela tenacidade do guerrilheiro o tornava naturalmente cauteloso. Ele parecia esperar até ter absoluta certeza da vitória antes de prosseguir com a ação.
No final da batalha, as tropas fidelistas estavam totalmente engajadas e corriam o risco de serem eliminadas pelo exército cubano, muito superior em número e poder de fogo. O Exército Rebelde havia perdido 70 homens, incluindo o comandante René Latour, e tanto ele quanto os remanescentes da coluna de Latour foram cercados. No dia seguinte, Fidel solicitou uma trégua ao General Cantillo, oferecendo-se inclusive para negociar o fim da guerra. Esta oferta foi aceita pelo General Cantillo por razões que permanecem obscuras. Batista enviou um representante pessoal para negociar com Castro no dia seguinte. As negociações não produziram resultados, pois eram apenas um artifício para ganhar tempo e, durante as seis noites seguintes, as tropas rebeldes conseguiram escapar despercebidas. Em 8 de agosto, quando o exército cubano retomou seu ataque, não encontrou ninguém contra quem lutar.

## Consequências
Na manhã do terceiro dia de batalha, 1º de agosto, Fidel Castro enviou um mensageiro ao General Cantillo pedindo um cessar-fogo e negociações. Cantillo concordou e enviou negociadores no dia 2. Em uma carta a Cantillo em uma página de seu caderno pessoal, Fidel escreveu: "É necessário abrir um diálogo para que possamos pôr fim ao conflito." Cantillo repassou a carta a Fulgencio Batista. Fidel manteve as discussões até 8 de agosto, quando já havia conseguido libertar suas forças das garras de Cantillo e abandonou um campo de batalha vazio ao Exército Nacional. O impacto desse desastre sobre o moral do exército cubano foi devastador. A maioria dos oficiais subalternos que haviam lutado tanto nas semanas anteriores ficou indignada com o fato de Cantillo ter se rebaixado a negociar com Fidel. A fuga de Fidel Castro ocorrera justamente no momento em que o exército regular, após ter lutado bem pela primeira vez na campanha, parecia ter todas as vantagens. Os motivos da trégua não são claros. Fidel Castro, no entanto, usou esse tempo para criar uma contra-ofensiva, conhecida como campanha do Cauto.
A Força Aérea Cubana teve ação meramente marginal na ofensiva e, apesar da pequena vitória em Las Mercedes, a Operação Verano fracassou em esmagar os rebeldes e encerrou a capacidade do governo de ditar o ritmo da guerra. Fidel Castro saudou a batalha como "A Vitória Estratégica".